# 965
Denna artikel handlar om året 965. För Volvos bilmodell med samma namn, se Volvo 960.
965 (CMLXV) var ett normalår som började en söndag i den julianska kalendern.

## Händelser

### Oktober
- 1 oktober – Sedan Leo VIII har avlidit den 1 mars väljs Giovanni Crescenzi till påve och tar namnet Johannes XIII.

### Okänt datum
- På Island beslutas det att landet skall indelas i fjärdingar, var och en omfattande vissa av öns 13 tingslag och var och en med sin egen högsta domstol på alltinget.
- Norge intas av den danske kungen Harald Blåtand.
- Polackerna antar kristendomen.

## Födda
- Alhazen, arabisk matematiker, astronom och fysiker samt en av optikens pionjärer.

## Avlidna
- 1 mars – Leo VIII, motpåve 963–964 och påve sedan 964.
- 20 maj – Gero I, Markgreve av Merseburg. Hans stora territorium sönderfaller i Nordmark (Altmark), Ostmark (Lausitz) och Meissen (Sachsen).
- 4 juli – Benedictus V, påve från 22 maj till 23 juni 964.